# Wadim Alexandrowitsch Tokarew
Wadim Alexandrowitsch Tokarew (russisch Вадим Александрович Токарев; * 29. Februar 1972 in Kasan) ist ein russischer Boxer.

## Profikarriere
Der frühere Kickboxer Tokarew wurde im Jahr 2000 im Alter von bereits 28 Jahren in Russland Profi im Cruisergewicht und sorgte bis 2005 trotz Siegen über den Ex-IBF-Weltmeister Arthur Williams, Amateurweltmeister Michael Simms und den nur einmal besiegten schlagstarken Darnell Wilson, gegen den er jede Runde gewann, nur für wenig Aufmerksamkeit. Gegen den damals noch nicht sonderlich angesehenen Firat Arslan gelang ihm in Deutschland nur ein Unentschieden.
Das Desinteresse änderte sich 2006 dramatisch durch seinen spektakulären Auftritt in den USA gegen den ungeschlagenen und hoch eingeschätzten US-Amerikaner Felix Cora. Er schaffte nicht nur einen K.-o.-Sieg, sondern boxte wie entfesselt und begeisterte die Kritiker. Nach diesem Sieg zählt er zur absoluten Weltspitze der Gewichtsklasse. Und er legte gleich nach: Der US-Amerikaner Shane Swartz, der kurz zuvor den Weltklassegegner Dale Brown besiegt hatte, wurde von ihm durch K. o. in nur zwei Runden geschlagen.
Anschließend wurde er von der IBF für einen Ausscheidungskampf des Verbandes nominiert, in dem er gegen Marco Huck antrat. Er verlor gegen Huck am 26. Mai 2007 über zwölf Runden nach Punkten (114:114; 117:110; 117:110).